# Santa Creu del Palau dels Reis de Mallorca
La Santa Creu del Palau dels Reis de Mallorca, també anomenada el Sant Crist, és la Capella del pis del Palau dels Reis de Mallorca, a la ciutat de Perpinyà, de la comarca del Rosselló, a la Catalunya del Nord. Pertany a un gòtic inicial, amb marcada influència del romànic.

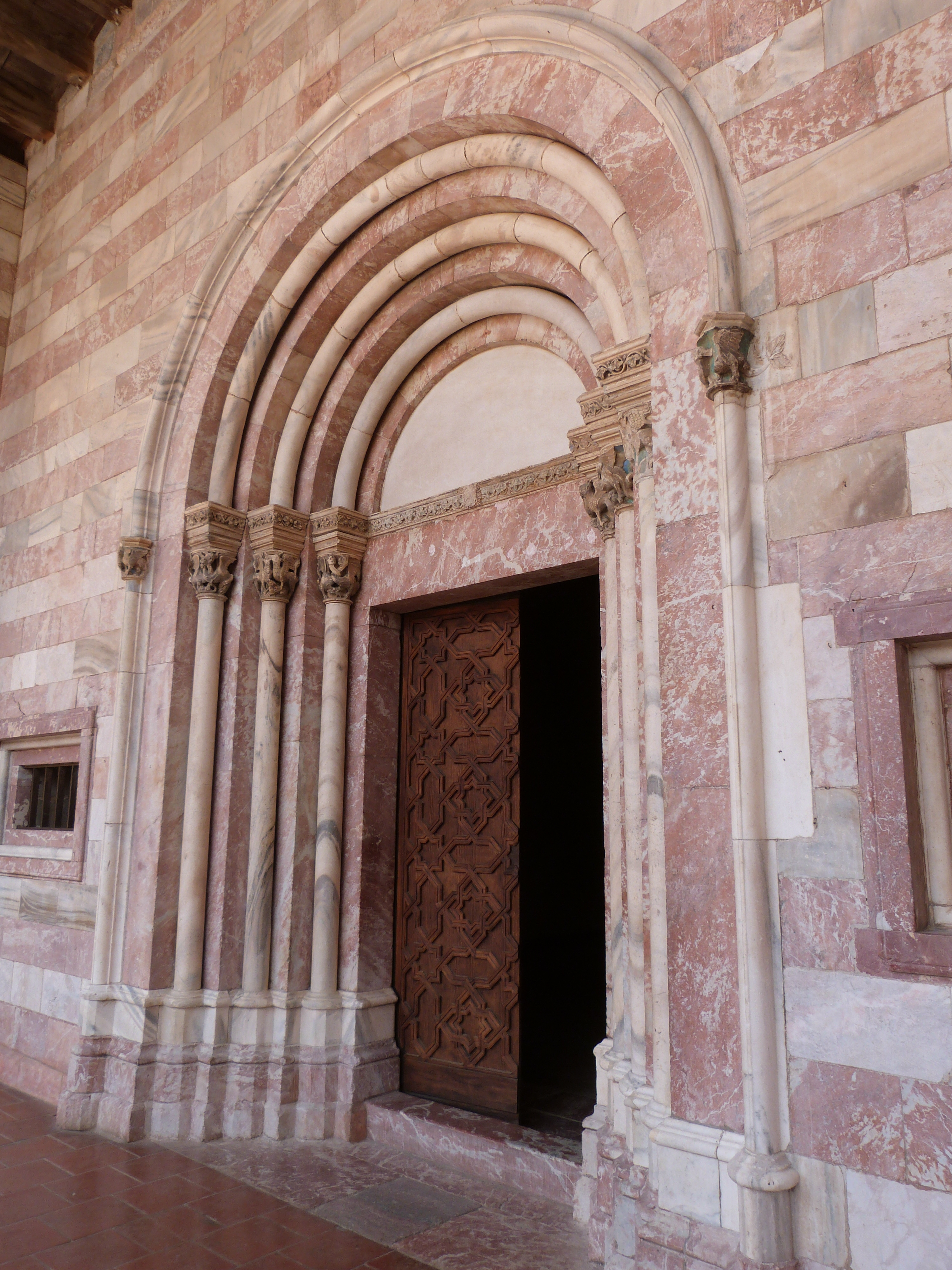
La portalada de la capella

És en el punt més elevat del Palau, en el pis, al damunt de la capella de Santa Maria Magdalena, per la qual queda amagada.
És citada per primer cop el 1295, degué ser acabada uns tres anys abans. Així i tot, la seva dotació definitiva no fou fins al 1309, i l'organització del seu servei religiós com a capella del palau, fins al regnat de Sanç I de Mallorca (1311-1324). El 1642 li fou canviada l'advocació per la de Santa Florentina, però al cap de pocs anys es retornà a l'advocació original.
La capella s'obre entre dues finestres rectangulars allargades horitzontalment a la terrassa de ponent del pati del castell a través d'una portalada situada en una façana de marbre polícrom (rosat de Vilafranca i blanc de Ceret). La portalada presenta dues columnes amb capitells esculpits a cada banda. La concepció és encara romànica, però l'obra és ja clarament gòtica. Els capitells presenten monstres híbrids d'influència naturalista, en una fina traça gòtica. El timpà era damunt d'una llinda amb un Pantocràtor enmig d'un fris de fullatges. La pedra era pintada amb una delicada policromia. La llinda és desapareguda, i només es coneix per una litografia del segle xix.
La cobertura és feta amb voltes d'ogiva, amb una capçalera recta. La volta, semblant, però més alta, a la de la capella inferior de Santa Magdalena, arrenca d'unes mènsules esculpides amb figures d'àngels i d'apòstols, i està coronada per unes magnífiques claus de volta amb el Crist i Santa Magdalena a l'Hort de les Oliveres, un Pantocràtor, i una tercera desapareguda, que sembla que contenia l'escut heràldic dels reis de Mallorca.